# Williamnagar
Williamnagar is een stad en gemeente in het district East Garo Hills van de Indiase staat Meghalaya. 

## Demografie
Volgens de Indiase volkstelling van 2001 wonen er 18.251 mensen in Williamnagar, waarvan 52% mannelijk en 48% vrouwelijk is. De plaats heeft een alfabetiseringsgraad van 67%. 